# Thomas Wriothesley (4e comte de Southampton)
Pour les articles homonymes, voir Thomas Wriothesley et Wriothesley.
Thomas Wriothesley, 4e comte de Southampton, (10 mars 1607 – 16 mai 1667), titré Lord Wriothesley avant 1624, est un homme d'État anglais, partisan du roi Charles II qui, après la restauration de la monarchie en 1660, accède au poste de Lord grand trésorier, à la prise du pouvoir par le ministère Clarendon. Il est décédé avant la destitution de Lord Clarendon, à la suite de quoi le Ministère de la Cabale prend le pouvoir.

## Biographie
Il est le seul fils survivant de Henry Wriothesley (3e comte de Southampton) (1573-1624) de son épouse Elizabeth Vernon (1572-1655), fille de John Vernon (décédé en 1592) de Hodnet, Shropshire.
Il accède au comté après le décès de son père en 1624, après quoi il fréquente le St. John's College de Cambridge. Au début, il se range du côté des partisans du Parlement dans les controverses menant à la guerre civile anglaise, mais, réalisant que ce parti est enclin à la violence, il devient un partisan fidèle du roi. Tout en restant très fidèle au monarque déchu, il travaille pour la paix et représente le roi aux conférences de paix de 1643 et à Uxbridge en 1645. Il est autorisé à rester en Angleterre après avoir payé au Comité des amendes de plus de 6 000 £.
Plusieurs mois après la restauration de la monarchie en 1660, Lord Southampton est nommé Lord grand trésorier (le 8 septembre 1660), poste qu'il occupe jusqu'à sa mort. Samuel Pepys admire l'intégrité de Southampton et le stoïcisme avec lequel il a enduré sa douloureuse dernière maladie, mais a clairement des doutes sur sa compétence en tant que trésorier.
Le nom de Lord Southampton demeure à Londres puisque Southampton Row et Southampton Street in Holborn sont nommées en son honneur.

## Mariages et enfants

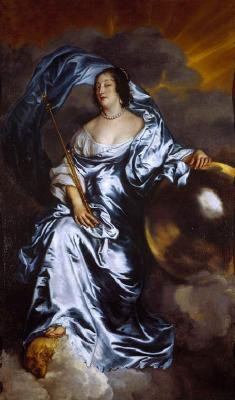
Portrait c. 1638 de Rachel de Massué, première épouse de Southampton, par van Dyck

Il s'est marié trois fois et a trois filles :
Avec Rachel de Massué (1603 - 16 février 1640), une huguenote française et une tante de Henri de Massué, marquis de Ruvigny, 1er vicomte de Galway. Il a deux filles :
- Elizabeth Wriothesley, vicomtesse Campden, épouse d'Edward Noel (1er comte de Gainsborough)[3].
- Rachel Wriothesley, épouse de William Russell, Lord Russell (1639-1683), troisième fils de William Russell (1er duc de Bedford). Le futur héritier de tous les domaines de son père, Thomas Wriothesley, 4e comte de Southampton, est son fils unique, Wriothesley Russell (2e duc de Bedford) (1680-1711).

Avec Lady Elizabeth Leigh, fille de Francis Leigh (1er comte de Chichester) dont il hérite le titre de comte de Chichester. Par Elizabeth Leigh, il a une autre fille :
- Lady Elizabeth Wriothesley (1646-1690) qui s'est mariée à deux reprises, d'abord avec Josceline Percy (11e comte de Northumberland) (1644-1670), avec qui elle a un enfant unique, l'héritière des vastes domaines Percy, Lady Elizabeth Percy (1667-1722) qui épouse Charles Seymour, 6e duc de Somerset (1662-1748). Elle épouse ensuite Ralph Montagu (1er duc de Montagu)[5].

Avec Lady Frances Seymour, fille de William Seymour (2e duc de Somerset) (1587-1660) de sa seconde épouse, Lady Frances Devereux. Il n'a pas d'enfants.